# 參考資源
參考資源是指參考館員在進行參考諮詢時，用來指引或輔導讀者的資料，或是參考館員用來回答讀者參考問題的資料。廣義的參考資源涵蓋的範圍，可以是書籍、期刊、百科全書、辭典、名錄手冊、電子資料庫，甚至是網路資源；狹義的參考資源則專指參考工具書，現今多以廣義的參考資源為主。又依參考資源的性質，可分成第一手資料、第二手資料及第三手資料，也有人以一次文獻、二次文獻、三次文獻來區分。
因為讀者使用圖書館的習慣受到網路科技影響而改變，目前參考資源傾向於使用網路資源，尤其是事實性的參考問題，參考館員透過網路資源檢索能最快速地回答讀者的問題。圖書館員基於預算難以負荷價格昂貴的電子資料庫、部分領域最新研究可參考期刊而原有架構不太變動因此不需經常更新參考資源、以及某些研究人員需要的參考工具書沒有全數數位化，仍會保留核心的紙本參考資源。